# Ганивет, Анхель
А́нхель Ганиве́т и Гарси́я (исп. Ángel Ganivet y García; 13 декабря 1865[…], Гранада, Андалусия — 29 ноября 1898[…], Рига) — испанский писатель, принадлежал к «поколению 98 года».
Сын ремесленника; окончил Гранадский университет; занимал дипломатические посты в Антверпене, Гельсингфорсе и Риге. Страдая от затяжной депрессии, связанной с оскорблёнными патриотическими чувствами, неудачной любовью и прогрессирующим сифилисом, окончил жизнь самоубийством, утопившись в Двине.
Ганивет — идеолог радикальной и одновременно патриотически настроенной интеллигенции могущественной в прошлом, но отсталой в его время страны, которая терпела поражение за поражением в борьбе с сильными конкурентами. В своём «Своде испанских идей» (Idearium español, 1897) он требует коренных реформ во имя спасения и возрождения нации.
Но Ганивет сам не верит в это возрождение. Испания не могла соперничать с крупными капиталистическими державами, с их подавляющей техникой и организацией. Отсюда — пессимизм, охвативший широкие круги испанской интеллигенции в связи с сознанием неизбежности катастрофы — несчастной войны с США (1898—1899), подтвердившей самые мрачные опасения патриотов.
Этот пессимизм сочетается у Ганивета с концепцией, во многом напоминающей шпенглеровское противопоставление культуры — цивилизации. Ганивет считает неизбежной гибель Испании — страны старой, феодально-католической культуры — в неравной борьбе с победоносной цивилизацией, с её машинизмом. Эти идеи и настроения выразились в его романе «Пио Сид», проникнутом характерным романтическим стремлением к первобытному. В первой части романа автор повествует об испанском авантюристе, ставшем королём небольшого африканского племени, во второй — изображается судьба того же героя по возвращении его на родину, где он ведёт образ жизни мрачного чудака, стремящегося облагодетельствовать человечество.
«Пио Сид» оказал сильное влияние на развитие новейшей испанской художественной прозы. Кроме указанного романа известны также следующие произведения Ганивета: «Прекрасная Гранада» (исп. Granada la bella; 1896), пьеса «Скульптор своей души» (исп. El escultor de su alma, 1898), «Люди севера» (исп. Hombres del Norte), литературные портреты Ибсена, Бьёрнсона и другие).

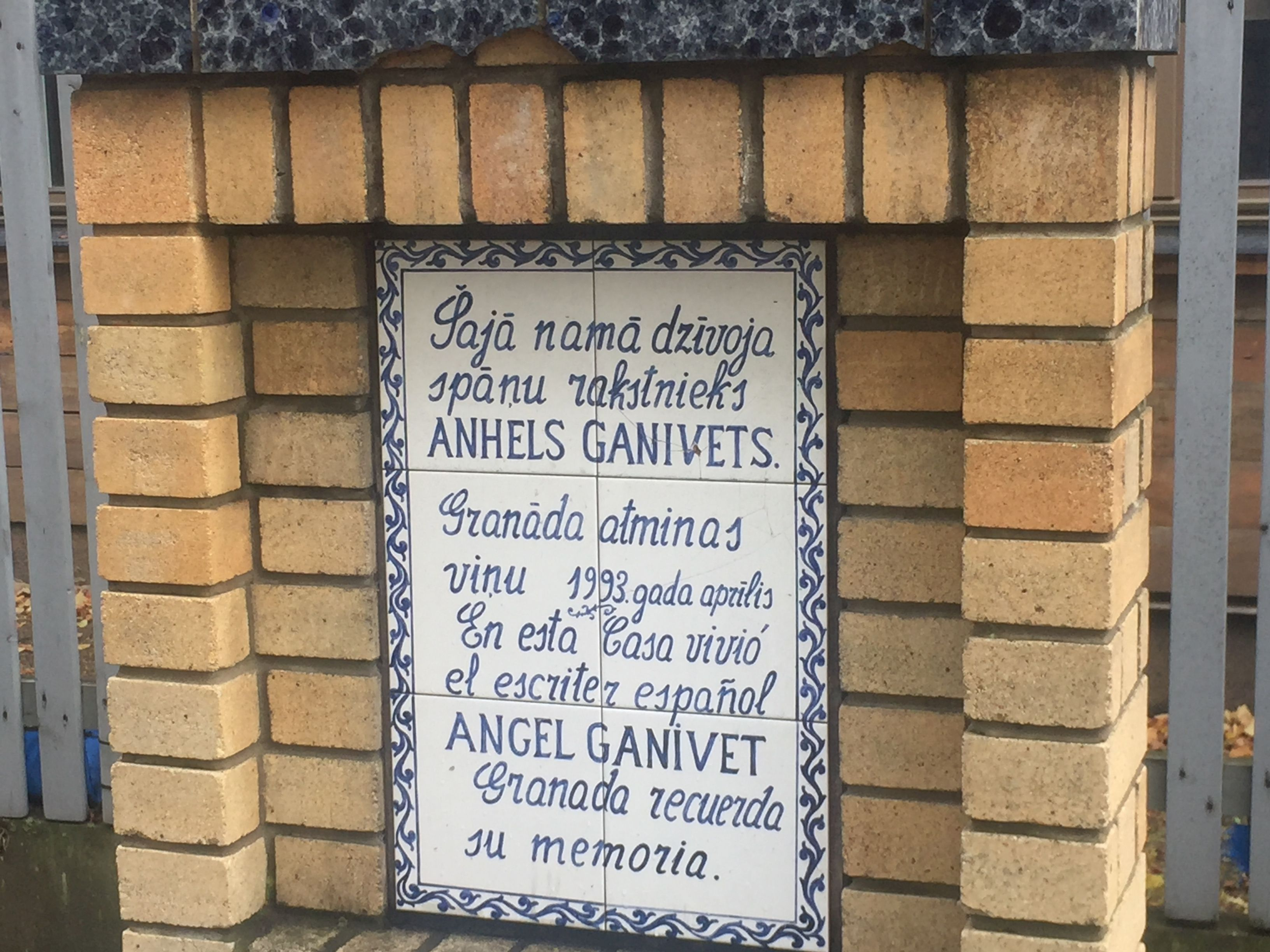
Мемориальная доска у дома на улице Баложу в Риге, где жил Анхель Ганивет.